# El circo del Dr. Lao
El circo del Dr. Lao (en inglés: The Circus of Dr. Lao; pronunciado /ðə ˈsɜːkəs ɒv Dr. laʊ/) es una novela de literatura fantástica escrita por Charles G. Finney, publicada con ilustraciones de Boris Artzybasheff en 1935. La novela fue distribuida en el Reino Unido con ilustraciones Gordon Noel Fish por la editorial Grey Walls Press en 1948. Publicada en francés por la editorial J'ai lu en su colección Science-Fiction con traducción de Michel Deutch y portada de Philippe Caza en 1979. La novela fue reeditada por la editorial Orion Publishing Group en su sello editorial Millennium como parte de la serie Fantasy Masterworks en el 2016. Publicada en castellano por Greenbooks editore con traducción de Carola Tognetti en 2019.

## Argumento
Para los residentes de la ficticia Abalone, Arizona, un pueblo del suroeste cuya principal preocupación es sobrevivir a la Gran Depresión, la llegada de un circo al pueblo es una oportunidad para olvidar sus problemas por un tiempo. Pero este es el circo del Dr. Lao y en lugar de alivió, los habitantes del pueblo se enfrentan a una serie de criaturas aparentemente sacadas de la mitología. A medida que el circo se desarrolla, los acontecimientos se encaminan hacia un acto final culminante que cambiará para siempre la vida de los habitantes de Abalón. El circo incluye un sátiro, una quimera, un hombre lobo, una medusa y otras criaturas monstruosas. El espectáculo culmina con un sacrificio a un antiguo dios. Cada espectador vive una pesadilla individual al presenciar el circo.

## Personajes
- Dr. Lao.
- Apolonio de Rodas

## Recepción
El fanzine de ciencia ficción Fantasy Magazine editado por Julius Schwartz, en su número de julio de 1935 reseña el libro así: «Vaya qué libro. La mayor acumulación loca de palabras que he tenido la suerte (o desgracia) de leer. De todas las cosas comprensibles que he leído, esta se lleva las palmas... Nunca antes había leído algo así. No puedo decidirme: o es una obra maestra de la estupidez y la inconsciencia de la humanidad; o es la peor acumulación de tonterías sin sentido jamás publicada. No puedo darle una calificación al libro porque no me decido por lo que merece.» 
Alan Devereux para Fantasy Review escribió:«...puede ser descrito como un tour a la fuerza de la fantasía, del tipo que sólo aparece una vez en luna azul. Es, en este sentido, comparable a Lilith de George MacDonald, Jurgen de Cabell, La serpiente uróboros de Eddison y el mito Pegana de Dunsany». Vic Hallett escribió para la revista Vector: «La novela es un intento de fantasía muy pesado. El único personaje que surge es Apolonio de Rodas y todo termina con una lista incomprensible de epigramas y detalles de la trama perdidos para terminar de forma descuidada un libro descuidado. Si esto tiene algún mérito, agradeceré que me instruyan en él».
Darrell Schweitzer comenta en Science Fiction Review, «Puede que no haya sacudido la literatura hasta los cimientos como lo hizo Ulysses, pero se ha impreso con frecuencia y ha sido capaz de asombrar, divertir y desconcertar continuamente al público durante 41 años, por no hablar de la influencia que ha ejercido sobre los escritores, entre los que me atrevería a decir que se encuentra Ray Bradbury». Y continúa: «Me parece una manifestación anterior del fenómeno extra cósmico ahora personificado en R. A. Lafferty. Ya saben, la historia de personas y acontecimientos aparentemente descabellados y desarticulados, que acaban asumiendo su propia y retorcida lógica interna. Finney era un maestro de estas cosas».
Baird Searles en su reseña para Isaac Asimov's Science Fiction Magazine escribe, «es una de las mayores fantasías y la tentación es simplemente decir que no hay otro libro como él y dejarlo así, ya que sus peculiares sabores probablemente sean incomunicables». Y continua, «Las curiosas digresiones y comentarios de Finney, así como su humor negro, hacen de El circo del Dr. Lao una visión amarga de la humanidad y de su incapacidad general y falta de deseo de enfrentarse a lo maravilloso. Es cínico, hilarante, triste y único».
En su libro Fantasy: The 100 Best Books, James Cawthorn and Michael Moorcock dicen: «Dr. Lao es una novela extraña e idiosincrásica, el punto culminante del trabajo de Finney. Sería interesante saber si los lectores del Arizona Daily Star se lo tomaron en serio». Mike Simanoff para la revista Strange Horizons comenta: «El mayor logro de El Circo del Dr. Lao es el catálogo. Es un desfile de minucias, explicaciones e historias adicionales. Demuestra que la buena fantasía, como el diablo, está en los detalles. El tímido moralismo del catálogo da la vuelta al libro y contextualiza la historia. Y es muy divertido».
Stephen E. Andrews y Nick Rennison en su libro 100 Must-Read Fantasy Novels comentan: «En su transcurso, Finney pasa con elegancia del humor negro a la especulación filosófica; del tipo de juego textual que hoy se califica de ‘postmodernismo’ a la burla satírica del provincianismo estadounidense».

## Adaptaciones
El texto de la novela fue adaptado por Charles Beaumont, para la película Las 7 caras del Dr. Lao, dirigida por George Pal, protagonizada por Tony Randall y estrenada en 1964.  Darrell Schweitzer en su crítica dice de la película: «Si bien mantuvo una cantidad considerable del encanto y la sustancia originales, se hizo comercialmente segura al inclinarse hacia el comercio juvenil, con una subtrama sentimental sobre malvados acaparadores de tierras metidos a presión, y un héroe infantil cursi introducido para la identificación del público entre los niños de jardín de infancia». Baird Searles comento, «si bien [la película] es encantadora por derecho propio, tiene poco que ver con la calidad esencial de la novela».